# ゾレル
ゾレル（ソレル、Sorell）は、オーストラリアのタスマニア州にある町。人口は2,907人（2016年）。州都ホバートの25km北東に位置しており、ゾレル・コーズウェイで結ばれている。
ゾレル市内で、ホバートとローンセストンとを結ぶタスマニア州道3号線のタスマン・ハイウェイとポートアーサーに向かうタスマニア州道9号線のアーサー・ハイウェイが分岐している。
- 座標：42°47′S 147°33′E
- LGA（行政）：Municipality of Sorell